# Physcia undulata

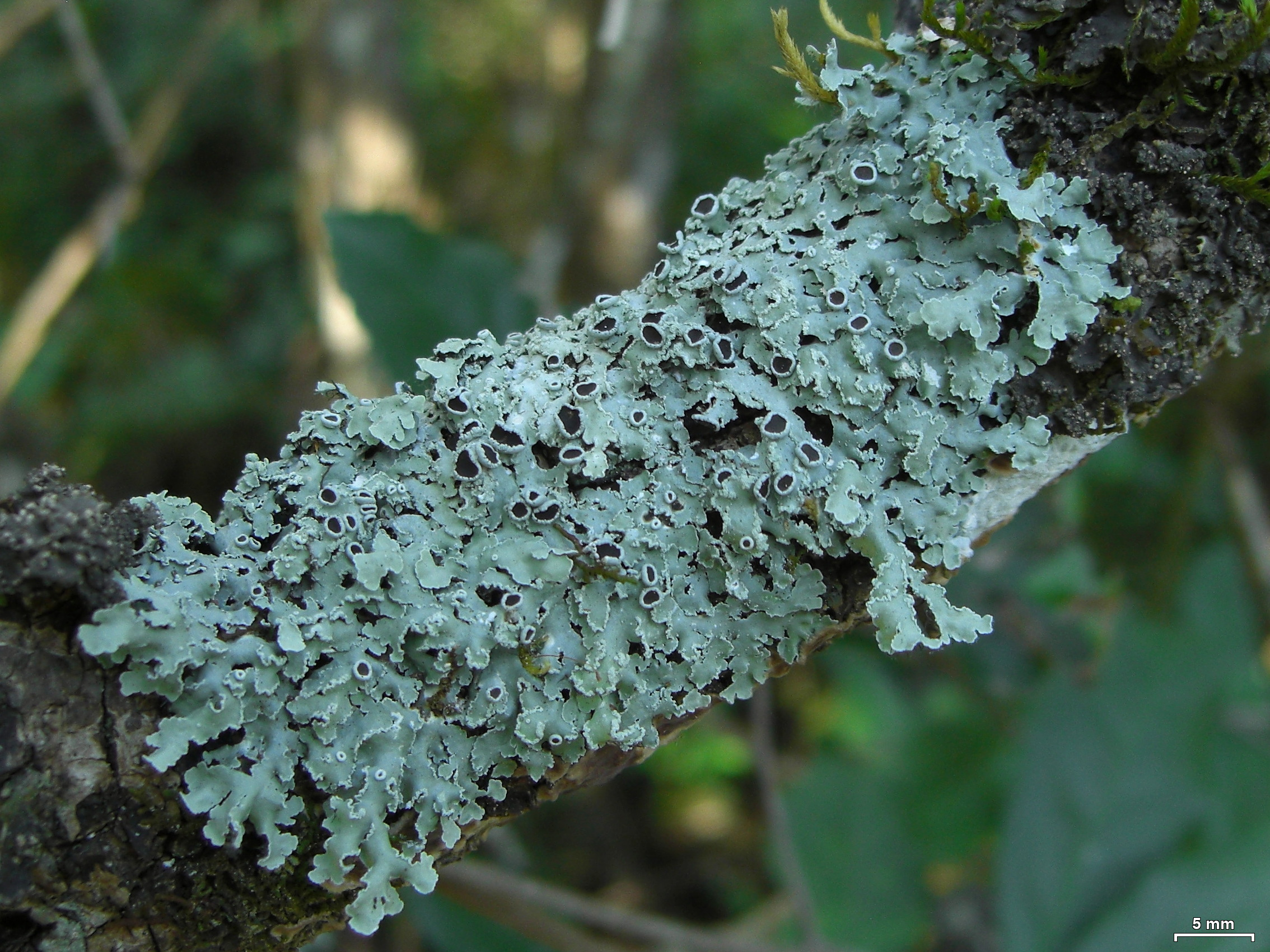
Physcia Undulata

Physcia undulata är en lavart som beskrevs av Roland Moberg. Physcia undulata ingår i släktet Physcia och familjen Physciaceae.   Inga underarter finns listade i Catalogue of Life.